# Pavel Beneš
Pavel Beneš, né le 17 mars 1975, à Brno, au République tchèque, est un ancien joueur tchèque de basket-ball. Il évolue durant sa carrière au poste d'arrière.

## Palmarès
- Coupe de République tchèque 2001, 2003, 2004, 2005, 2007, 2008